# Kletba zlatého květu
Kletba zlatého květu (čínsky v českém přepisu Man-čcheng Ťin-taj Chuang-ťin-ťia, pchin-jinem Mǎnchéng Jìndài Huángjīnjiǎ, znaky zjednodušené 满城尽带黄金甲, tradiční 滿城盡帶黃金甲) je čínský film z roku 2006. Natočil jej režisér Čang I-mou. V okamžiku uvedení se stal nejdražším čínským filmem v historii a byl také vybrán, aby se ucházel o Oskara za nejlepší cizojazyčný film, ale nebyl ani nominován. Naproti tomu ovšem získal čtrnáct nominací na Hongkongské filmové ceny, kde uspěla Kung Li coby nejlepší herečka a film také získal cenu za nejlepší uměleckou režii, nejlepší kostýmy a líčení a nejlepší filmovou píseň.
Tématem filmu jsou vztahy a boj o moc na smyšleném císařském dvoře zhruba v období dynastie Tchang nebo v období Pěti dynastií a deseti říší. Hráči jsou členové císařské rodiny císař (Čou Žun-fa), císařovna (Kung Li) a císařovi tři synové korunní princ Wan / Jüan-siang (Liou Jie) z prvního manželství, zkušený vojevůdce a bojovník princ Jai / Jüan-ťie (Čou Ťie-lun) a princ Yu / Jüan-čcheng (Čchin Ťün-ťie), které doplňuje císařský lékař Ťiang (Ni Ta-chung) s manželkou (Čchen Ťin) a dcerou Ťiang Čchan (Li Man).
Námět filmu vychází z divadelní hry Lej-jü, kterou napsal čínský dramatik Cchao Jü v roce 1934.